# Cortelo
Il torrente Cortelo (o Curtelo ) è un corso d'acqua della provincia di Brescia.

## Corso
Lungo circa 4 km, il torrente ha una portata esigua: scarica circa 0,1 m³/s alla foce nel lago d'Iseo. Nei periodi di siccità il torrente rimane in secca, specialmente nel tratto in paese a Iseo.
Il torrente viene considerato per tutto il proprio corso tra quelli che fanno parte del reticolo idrico principale come definito dalla Regione Lombardia.

## Fauna
La fauna ittica presente è costituita da rare trote fario nel tratto dalla sorgente al paese d'Iseo. Dal lago risalgono piccoli vaironi per riprodursi nell'acqua bassa e discretamente pulita.
Si possono, inoltre, trovare piccoli gruppi di salamandre, specialmente nel tratto nel quale il fiume passa sotto la strada provinciale.